# Alejandra Orozco
Pour les articles homonymes, voir Orozco.
Alejandra Orozco Loza, née le 19 avril 1997 à Zapopan, est une plongeuse mexicaine.

## Carrière
Alejandra Orozco est la porte-drapeau de la délégation mexicaine aux Jeux olympiques de la jeunesse de 2014 à Nankin. Elle est médaillée d'or par équipe mixte et médaillée de bronze du plongeon à 10 m.
Elle est la plus jeune sportive de la délégation mexicaine aux Jeux olympiques d'été de 2012 à Londres. Elle remporte avec Paola Espinosa la médaille d'argent de l'épreuve du haut-vol à 10 mètres synchronisé.
Aux Jeux panaméricains de 2015 à Toronto, elle est médaillée de bronze du plongeon synchronisé à 10 m.
Elle est médaillée d'argent du plongeon synchronisé à 10 m  et médaillée de bronze du plongeon à 10 m avec Gabriela Agúndez aux Jeux panaméricains de 2019 à Lima.
Aux Jeux olympiques d'été de 2020, elle remporte la médaille de bronze du plongeon synchronisé à 10 m avec Gabriela Agúndez derrière les Chinoises et les Américaines.
En juin 2024, elle est nommée avec le pentathlonien Emiliano Hernández (en) porte-drapeau de la délégation mexicaine aux Jeux olympiques de 2024.